# Paradoja de Berry
La paradoja de Berry es la aparente contradicción que deriva de frases como esta:

El menor entero positivo que no se puede definir con menos de quince palabras.

El siguiente argumento parece probar que esta frase define un único entero positivo N. El número de frases que se pueden formar con menos de quince palabras es finito. Algunas de estas frases pueden describir un entero positivo específico, por ejemplo «mil trescientos veintisiete», «el primer número primo mayor que cien millones» o «dos elevado a trece». Sin embargo, otras de las frases describen cosas que no son enteros, por ejemplo "William Shakespeare" o "Torre Eiffel". En cualquier caso, el conjunto A de enteros que se pueden definir con menos de quince palabras es finito. Puesto que A es finito, no puede contener todos los enteros positivos, de modo que tiene que haber un número entero positivo N que sea el menor de todos los números enteros positivos que no están contenidos en A.
Entonces, como hemos dicho, el número N es el menor entero positivo que no se puede definir con menos de quince palabras. Pero entonces resulta que la frase «El menor entero positivo que no se puede definir con menos de quince palabras» definirá a este número N. Y, sin embargo, dicha frase tiene sólo catorce palabras.
Esto es claramente paradójico, y parece sugerir que «que no se puede definir con menos de quince palabras» no está bien definido. Sin embargo, es posible construir una expresión análoga con lenguaje matemático formal, como ha hecho Gregory Chaitin. A pesar de que la expresión análoga en lenguaje formal no lleva a una contradicción lógica, sí tiene ciertos resultados imposibles, incluyendo un teorema de incompletitud similar al teorema de la incompletitud de Gödel.
La paradoja de Berry fue propuesta por Bertrand Russell (Russell, 1906). Russell a su vez, la atribuyó a G. G. Berry, bibliotecario en jefe de la biblioteca Bodleiana de la Universidad de Oxford (cf. Russell and Whitehead 1910), que había sugerido la idea de estudiar la paradoja asociada a la expresión "el primer número ordinal que no se puede definir".

## Resolución de la paradoja
Se suele aceptar que la paradoja de Berry y otras paradojas similares (como la paradoja de Richard) provienen de la interpretación de conjuntos de expresiones que se autorreferencian. De acuerdo con (Russell y Whitehead, 1910) estas paradojas «encarnan falacias de círculo vicioso». Resolver una de estas paradojas significa localizar exactamente dónde comienza el error en el uso del lenguaje y restringirlo para evitarlas. 
Algunas expresiones de este tipo no presentan la paradoja:

El menor entero positivo que no se puede definir con menos de dos palabras.

que bajo cualquier uso razonable del idioma español describe al 31, ya que "Treinta y uno" son tres palabras y cualquier definición indirecta de ese número (como «el número de días en enero», o incluso «El menor entero positivo que no se puede definir con menos de dos palabras») tienen necesariamente dos o más palabras.